# Edesheim
Edesheim is een plaats in de Duitse deelstaat Rijnland-Palts, en maakt deel uit van de Landkreis Südliche Weinstraße.
Edesheim telt 2.408 inwoners.

## Bestuur
De plaats is een Ortsgemeinde en maakt deel uit van de Verbandsgemeinde Edenkoben.

## Geboren
- Paul Henri Thiry d'Holbach (1723-1789), baron en filosoof